# Kyle Beckerman
Kyle Robert Beckerman (ur. 23 kwietnia 1982 w Crofton) – amerykański piłkarz występujący na pozycji defensywnego pomocnika w drużynie Real Salt Lake.

## Kariera piłkarska

### Klubowa
Kyle Beckerman profesjonalną karierę piłkarską rozpoczął w 2000 roku, jako zawodnik Miami Fusion. Dwa lata później podpisał kontrakt z drużyną Colorado Rapids. Tu miał szansę na regularne występy w Major League Soccer. W zespole Colorado grał w ciągu sześciu sezonów. W tym czasie strzelił 10 bramek w 142 występach w MLS. 16 lipca 2007 trafił do zespołu Real Salt Lake. W sezonie 2009 zdobył wraz z drużyną mistrzostwo ligi (MLS Cup).

### Reprezentacyjna
Kyle Beckerman zadebiutował w reprezentacji Stanów Zjednoczonych 20 stycznia 2007 roku, w meczu z Danią. W 2007 roku został powołany na Copa América 2007. 18 lipca 2009 roku, w ćwierćfinałowym meczu Złotego Pucharu strzelił swą pierwszą bramkę w reprezentacji.